# 1954년 크림반도 이양
1954년 크림반도 이양은 1954년 소비에트 연방 소련 최고평의회 상임위원회가 러시아 소비에트 연방 사회주의 공화국에 있던 크림반도를 우크라이나 소비에트 사회주의 공화국으로 이양한 행정 조치이다.

## 배경
러시아 제국에게 합병되기 전, 크림반도는 킵차크 칸국에게서 크림 칸국으로 독립했다. 크림 칸국은 오스만 제국의 영향을 받았고, 공격적인 러시아 제국과 국경을 접하고 있었다. 1774년, 러시아-튀르크 전쟁에서 러시아 제국이 승리하고 오스만 제국이 패배하자 쿠츄크 카이나르지 조약을 통해 오스만 제국은 더 이상 크림 칸국에 간섭하지 않기로 합의했다. 1783년에 오스만 제국의 영향력이 줄어들자 러시아 제국은 크림 칸국을 자국의 영토로 합병했다.
러시아 제국과 소련을 거치면서 크림반도는 14개의 행정 구역으로 이양되었다. 크림 칸국 합병에서 1954년 전까지 크림반도는 다음과 같은 행정 구역에 속했다:
러시아 제국 (1783 - 1917)
- 타브리다주 (1783년 2월 - 1796년 12월) - 크림 칸국을 병합하여 세운 주.
- 노보로시야현 (1796년 12월 - 1802년 10월) - 크림반도의 일부가 포함된 주.
- 타브리다현 (1802년 10월 - 1917년 12월) - 크림반도를 중심으로 한 주.

러시아 혁명과 적백내전 (1917 - 1921)
- 크림 인민공화국 (1917년 12월 - 1918년 1월) - 크림 타타르 정부.
- 타브리다 소비에트 사회주의 공화국 (1918년 3월 19일 - 1918년 4월 30일) - 볼셰비키 정부.
- 우크라이나 인민공화국 (1918년 5월 - 1918년 6월)
- 제1 크림 지방 정부 (1918년 6월 25일 - 1918년 11월 25일) - 마체이 술케비치의 독일 괴뢰 국가.
- 제2 크림 지방 정부 (1918년 11월 - 1919년 4월) - 입헌민주당의 카라임족인 솔로몬 크림(Solomon Krym)이 이끈 반 볼셰비키 정부.
- 크림 소비에트 사회주의 공화국 (1919년 4월 2일 - 1919년 6월) - 볼셰비키 정부.
- 남러시아 정부 (Южнорусское Правительство, 1920년 2월 - 1920년 4월) - 러시아 백군의 장군 안톤 데니킨이 이끄는 정부.
- 남러시아 정부 (Правительство Юга России, 1920년 4월[a] - 1920년 11월 16일) - 러시아 백군의 표트르 브란겔이 이끄는 정부.
- 볼셰비키 혁명 위원회 정부 (1920년 11월 - 1921년 10월 18일) - 쿤 벨러가 세운 볼셰비키 정부.

소련과 1954년 크림반도 이양 전 (1921 - 1954)
- 크림 자치 소비에트 사회주의 공화국 (1921년 10월 18일 - 1945년 6월 30일) - 소련 러시아 소비에트 연방 사회주의 공화국의 자치 공화국.
- 크림주 (1945년 6월 30일 - 1954년 2월 19일) - 러시아 소비에트 연방 사회주의 공화국의 직속 주.

러시아 제국이 무너지고 소련이 세워지는 동안, 크림반도의 인구는 많은 변화를 겪었다. 크림 전쟁과 러시아 내전 동안, 크림 타타르인들이 피난을 떠났고, 크림반도에는 타타르인들보다 우크라이나인이나 러시아인이 더 많이 거주하게 되었다.
1944년, 라브렌티 베리야는 이오시프 스탈린의 휘하 아래 크림반도의 타타르인들의 강제 추방 명령을 내렸고, 그 결과 인종 청소가 이루어져 크림반도에는 주로 러시아인들이 살게 되었다.
1953년, 이오시프 스탈린이 사망하고, 니키타 흐루쇼프는 우크라이나 소비에트 사회주의 공화국과의 관계가 틀어지자 러시아 소비에트 연방 사회주의 공화국에 있던 크림 주를 우크라이나로 이양시켰다.

## 법적 선언

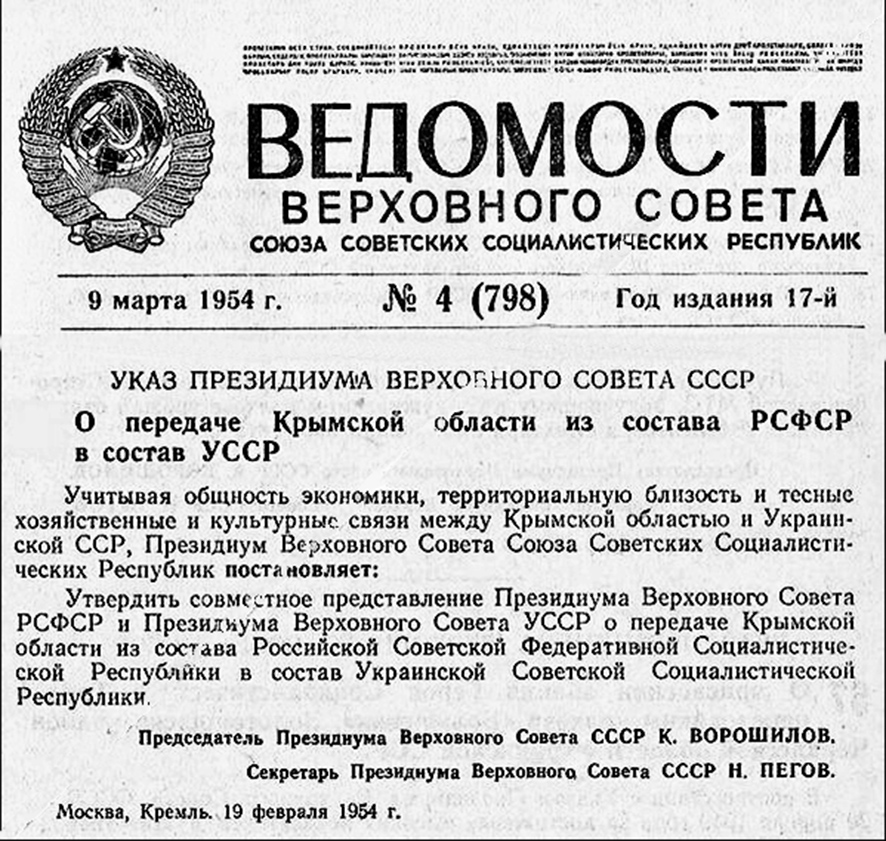
"크림주 이양에 관한 최고 소비에트 상임위원회의 법령", 1954년 3월 9일.

1954년 2월 19일, 소련 최고평의회 상임위원회는 크림주를 러시아 소비에트 연방 사회주의 공화국에서 우크라이나 소비에트 사회주의 공화국으로 이양하는 법령을 발표했다. 현재 러시아 연방 기록 보관소(GARF)에 보관되어 있는 문서에서는 이 크림반도 이양이 1954년 1월 25일에 소련 공산당 중앙위원회 정치국의 승인을 받았음을 알려 주었고, 해당 승인은 몇 주 뒤에 소련 최고회의 결의안을 통과하는 데에 가장 큰 역할을 하였다. 소련 헌법 18조에서는 "소련 내에서 해당 공화국의 동의 없이는 소련 내의 국경을 바꿀 수 없다."고 되어 있지만, 크림반도 이양은 소비에트 최고위원회의 승인을 받아 헌법을 개정(22조, 23조)한지 며칠 만에 이양이 이루어졌다.
이 법령은 1954년 2월 27일, 프라우다 신문 1면에 처음 공개되었는데, 법령의 전문은 다음과 같다:
1954년 4월 26일, 해당 법령은 소련 최고 소비에트 연방 대통령이 크림주를 러시아 소비에트 연방 사회주의 공화국에서 우크라이나 소비에트 사회주의 공화국으로 이양하는 법령이다.

소련 최고 소비에트 연방 대통령은 크림주와 우크라이나 소비에트 사회주의 공화국 간의 경제, 영토의 근접성과 긴밀한 경제, 문화 관계를 고려하여 다음과 같이 규정한다:

크림반도를 러시아 소비에트 연방 사회주의 공화국에서 우크라이나 소비에트 사회주의 공화국 연방으로 이양하는 것에 관해 러시아 소비에트 연방 사회주의 공화국 대통령과 우크라이나 소비에트 사회주의 공화국의 공동 발표를 승인한다.
이 법령으로 러시아와 우크라이나 공화국의 헌법이 수정되었다. 1954년 6월 2일에 러시아 최고 소비에트는 1937년 러시아 헌법의 수정안을 채택했는데, 이 채택안은 크림반도를 14조에 열거된 목록에서 제거했다. 또한, 1954년 6월 17일에 우크라이나 SSR의 최고 라다는 우크라이나 공화국의 헌법을 1937년 우크라이나 헌법 수정안을 채택하여, 18조에 크림반도를 추가했다.

## 합헌성 문제
러시아 웹사이트인 2009년에 Pravda.ru에서 작성된 기사에서는 1954년 2월 19일 당시 크림반도 이양에 대한 회의에서 소련 최고평의회 상임위원회 27명 중 13명만 참석했고, 그 13명에서만 만장일치로 채택되었다며 합헌성 문제를 제기했다.
더 최근에 출판된 문서와 자료에서는 소련 헌법이 수정되면서까지 러시아 SFSR의 크림반도를 우크라이나 SSR로 이양했다고 소개하고 있다. 또한, 러시아 SFSR과 우크라이나 SSR의 국경 변경 동의는 모두 의회를 통한 것도 알 수 있다.
2015년 6월 27일, 러시아 연방의 크림반도 합병 이후 러시아 연방 검찰총장은 세르게이 미로노프에게 1954년 크림반도 이양의 정당성을 평가해 달라는 요청을 했고, 세르게이 미로노프는 수락했다. 세르게이 미로노프는 1954년 크림반도 이양이 러시아 SFSR 헌법과 소련 헌법을 위반했다고 평가했으며, 사비르 케흐레로프(Sabir Kekhlerov)가 서명한 문서에는 "러시아 SFSR 헌법이나 소련 헌법 중 어느 것도 소비에트 연방의 헌법적 지위를 바꿀 수 있는 권한을 제공하지 않는다. 따라서, 소련의 연방국의 러시아 SFSR의 크림반도를 우크라이나로 이양하는 것은 러시아 SFSR 헌법과 소련 헌법을 위반한다."고 적혀 있다.
1954년 크림반도 이양은 1654년에 있었던 페레야슬라프 조약 300주년을 기념을 상징적인 것으로 묘사되기도 했다.

## 동기
1954년 크림반도 이양 문서에 서명한 사람은 소련의 국가원수였던 클리멘트 보로실로프였지만, 대부분의 사람들은 소련 공산당 서기장이었던 니키타 흐루쇼프의 강력한 주장 때문이라고 여긴다.

## 같이 보기
- 북크림 운하
- 크림반도의 역사
- 크림 자치 소비에트 사회주의 공화국

### 내용주
1. ↑  공식적으로는 1920년 8월 16일이다.

### 참조주
1. ↑  Mark Kramer (2019년 3월 19일). “Why Did Russia Give Away Crimea Sixty Years Ago?” (영어). 2022년 2월 2일에 확인함.
2. ↑  “The Gift of Crimea”. 《www.macalester.edu.》. 2014년 3월 30일에 원본 문서에서 보존된 문서. 2022년 2월 2일에 확인함.
3. ↑  Ignatius, David (2014년 3월 2일). “PolitiFact - Historical claim shows why Crimea matters to Russia” (미국 영어). 2022년 2월 2일에 확인함.
4. ↑  Siegelbaum, Lewis (2014년 3월 10일). “1954: The Gift of Crimea”. 2014년 3월 10일에 원본 문서에서 보존된 문서. 2022년 2월 2일에 확인함.
5. 1 2  Calamur, Krishnadev (2014년 2월 27일). “Crimea: A Gift To Ukraine Becomes A Political Flash Point”. 《NPR》 (영어). 2022년 2월 2일에 확인함.
6. ↑  “Мифы о незаконности передачи Крыма в 1954 году - Внутренняя политика …”. 2014년 3월 16일. 2014년 3월 16일에 원본 문서에서 보존된 문서. 2022년 2월 2일에 확인함.
7. ↑  Yarmysh, Oleksandr; Cherviatsova, Alina (2016년 1월 1일). “Transferring Crimea from Russia to Ukraine: Historical and Legal Analysis of Soviet Legislation”. 《Law, Territory and Conflict Resolution》 (영어): 143–173. doi:10.1163/9789004311299_009.
8. ↑  Sudakov, Dmitry (2009년 2월 19일). “USSR's Nikita Khrushchev gave Russia’s Crimea away to Ukraine in only 15 minutes” (영어). 2022년 2월 2일에 확인함.
9. ↑  “Why Did Russia Give Away Crimea Sixty Years Ago?”. 《wilsoncenter.org》 (영어). 2014년 3월 19일. 2022년 2월 2일에 확인함.
10. ↑  “Генпрокуратура РФ: передача Крыма Украине неконституционна” (러시아어). 2015년 6월 27일. 2022년 2월 2일에 확인함.
11. ↑  Arutunyan, Anna. “Russia testing the waters on Ukraine invasion” (미국 영어). 2022년 2월 4일에 확인함.
12. ↑  Keating, Joshua (2014년 2월 25일). “Blame Khrushchev for Ukraine’s Newest Crisis” (영어). 2022년 2월 4일에 확인함.
13. ↑  “Wilson Center Digital Archive”. 2022년 2월 4일에 확인함.